# Minna Wagner

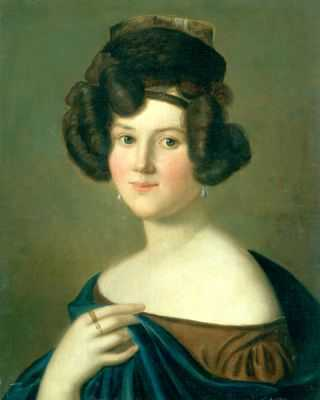
Wilhelmine „Minna“ Planer; Porträt von Alexander von Otterstedt, 1835

Wilhelmine „Minna“ Wagner, geb. Planer (* 5. September 1809 in Oederan; † 25. Januar 1866 in Dresden), war eine deutsche Schauspielerin und die erste Ehefrau Richard Wagners, mit dem sie fast 30 Jahre verheiratet war.

## Leben

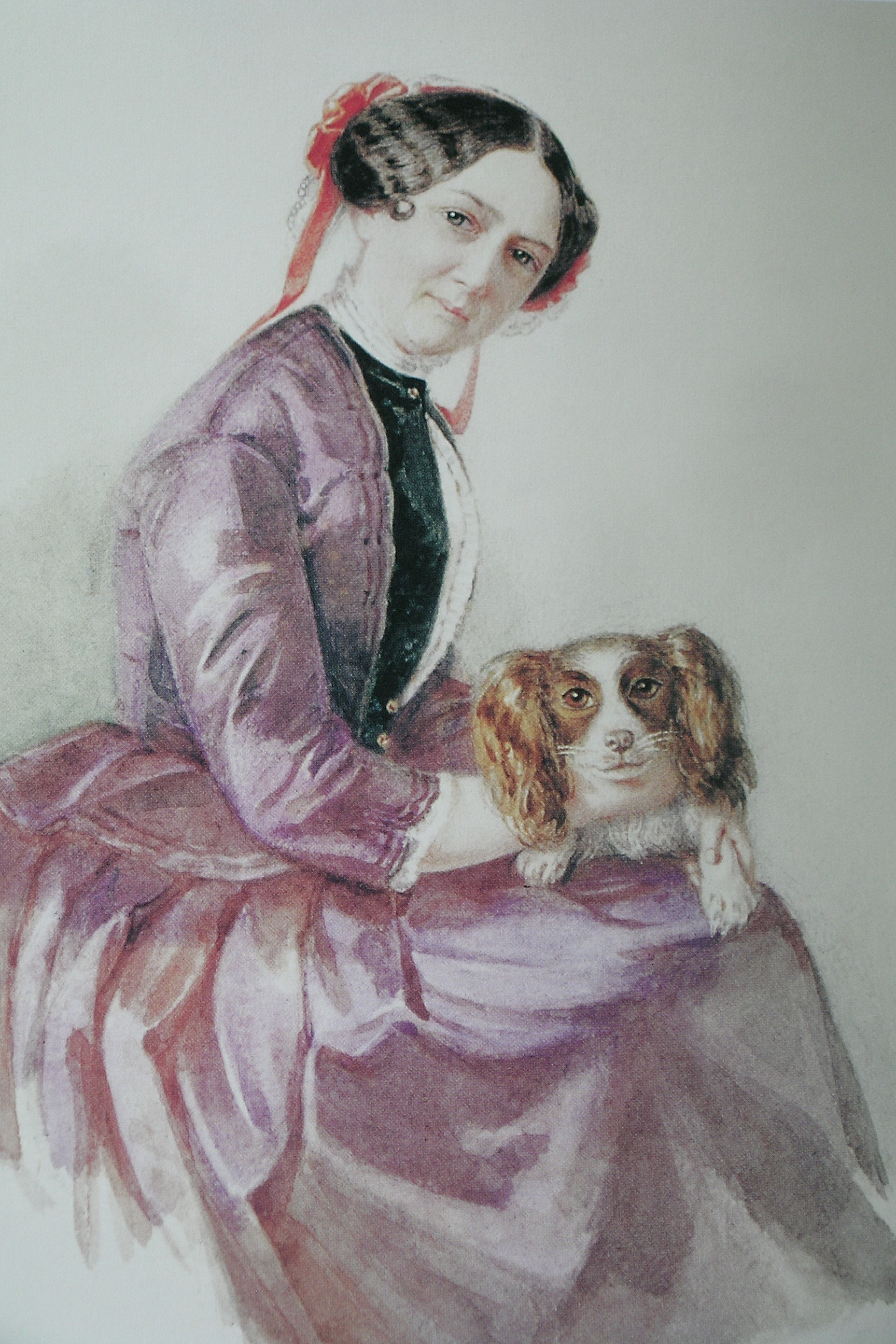
Minna Wagner mit Hündchen, Porträt von Clementine Stockar-Escher, 1853

### Erste Jahre mit Richard Wagner
Richard Wagner lernte die attraktive, vier Jahre ältere Minna Planer 1834 in Bad Lauchstädt kennen, als er für kurze Zeit Musikdirektor der Bethmannschen Theatertruppe wurde, in der sie eine der Hauptdarstellerinnen war. Die Bethmannsche Truppe aus Magdeburg gastierte im Sommer 1834 im Kurtheater zu Lauchstädt, dem heutigen Goethe-Theater. Minna Planer war im Alter von 15 Jahren Opfer einer Vergewaltigung geworden und hatte eine uneheliche Tochter, die sie zeitlebens als ihre jüngere Schwester Natalie ausgab. Der 23-jährige Richard Wagner heiratete sie im November des Jahres 1836 in der Tragheimer Kirche in Königsberg, wo Minna Planer eine Stellung am Theater gefunden hatte. Wenig später zog das Ehepaar nach Riga, wo Richard Wagner eine Stelle als Musikdirektor antrat. 
Wegen des exaltierten Lebenswandels Richard Wagners gab es viel Streit in der Ehe. Minna Wagner ging eine heimliche Liebschaft mit einem Kaufmann namens Dietrich ein und verließ Wagner Ende Mai 1837, kehrte aber im Oktober zu ihm zurück. Es war ein traumatisches Erlebnis für Wagner, das er in seiner nächsten Oper Der fliegende Holländer spiegeln sollte, in der es um die erlösende ewige Treue einer zwischen zwei Männern schwankenden Frau geht. Schließlich mussten beide im Sommer 1839 vor den Gläubigern aus Riga fliehen und gelangten über die Ost- und Nordsee nach London und Paris. In Paris lebten sie in äußerst bescheidenen Verhältnissen, wobei Richard Wagner sich durch musikalische und schriftstellerische Lohnarbeiten über Wasser zu halten versuchte, weil er seine neu komponierte Oper Rienzi in Paris nicht zur Aufführung bringen konnte. Im Jahr 1842 gelang es ihm, eine Anstellung in Dresden zu bekommen und sich dort zu etablieren. Die Uraufführung seines Rienzi brachte einen ersten großen Erfolg, der den Komponisten schlagartig bekannt machte. Wenige Monate später wurde auch sein Fliegender Holländer in Dresden uraufgeführt, Wagner wurde daraufhin zum „Königlich Sächsischen Hofkapellmeister“ ernannt. Hier blühte Minna Wagner auf und war ihm eine unentbehrliche Helferin, so dass er seiner Funktion als Hofkapellmeister und freier Komponist (er komponierte in Dresden Tannhäuser und Lohengrin) nachkommen konnte.

### In Dresden und Zürich
Wegen der politischen Aktivitäten ihres Mannes und dessen Freundschaft mit August Röckel und Michail Bakunin gab es ab 1847 immer wieder Streit. Dieser eskalierte, als Wagner wegen der Beteiligung am Dresdner Maiaufstand im Jahre 1849 nach Zürich ins Exil fliehen musste. Beide verloren alle Privilegien. Es kam zu einem sehr emotionalen Briefaustausch, in dem Wagner seine Frau um Verständnis bat, sich in Zukunft ausschließlich als Künstler zu betätigen und sie anflehte, ihm nachzukommen. Minna Wagner war skeptisch und schrieb u. a.:

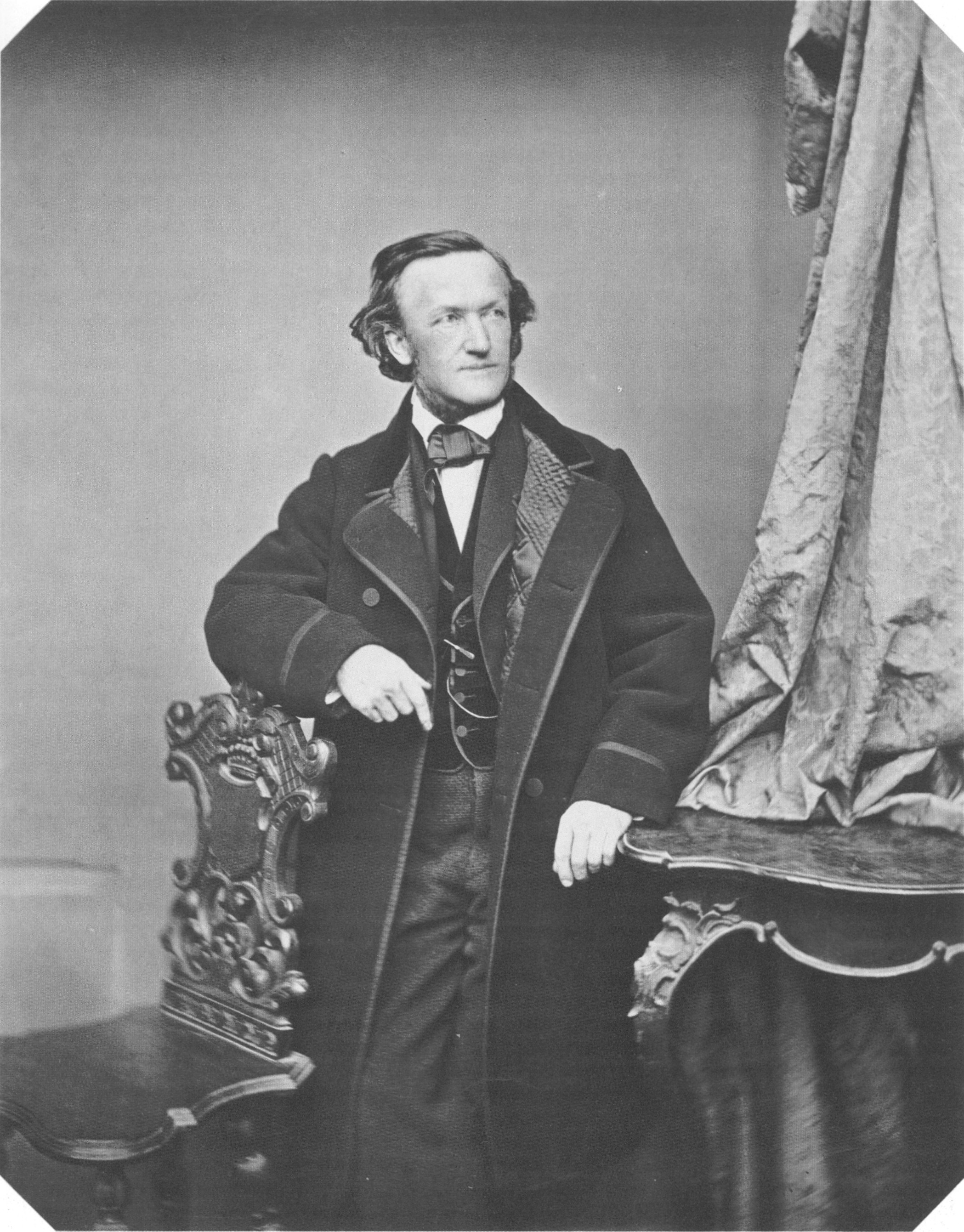
Richard Wagner um 1860

„Ich muss Dir es aufrichtig bekennen, lieber Richard, dass ich diesmal recht schwer von meiner Heimat scheide; ob ich sie jemals wiedersehen werde? Gott weiß es! Ich gewöhne mich unter fremden Leuten schwer ein, Du bist darin glücklicher als ich, etwas Neues zieht Dich viel mehr an, doch kann es kaum möglich sein, dass man Dich in Zürich mehr ehrt und vergöttern wird, als es anfangs in Dresden der Fall war. Nur darfst Du es mir nicht übel deuten, wenn ich für unsere Existenz besorgt bin, ich kann ja das nicht noch einmal erleben, was ich schon mit Dir ertrug. Mein größter Stolz und Vergnügen war unstreitig, Dich an der Spitze der bedeutendsten Kapelle von ganz Deutschland zu sehen. Du wirst Dich entsinnen, dass ich fast keine Vorstellung, die Du dirigiertest, versäumte, ich sah nur Dich und war glücklich! Die neunte Symphonie wird mir durch Dich ewig unvergesslich sein. Du erschienst mir wie ein Gott, der alle mächtigen Elemente regierte und die Menschen bezauberte. Lieber Richard, Du besitzt die Kraft, die herrliche Gabe, großes auch als Dirigent zu schaffen.“
Minna Wagner zog schließlich mit ihrer Tochter nach Zürich, wo sie wiederum unter bescheidenen Verhältnissen lebten. Bereits wenige Monate später kam es anlässlich der Affäre Wagners mit Jessie Laussot (geb. Taylor), die mit einem reichen Weinhändler in Bordeaux verheiratet war, zu erneuten Spannungen. Man fand zwar wieder zusammen, lebte aber in jeweils „anderen Welten“, wie Wagner 1854 an seinen Freund Franz Liszt schrieb: „Keines meiner letzten Lebensjahre ist an mir vorübergegangen, ohne dass ich nicht einmal darin am äußersten Ende des Entschlusses gestanden hätte, meinem Leben ein Ende zu machen. Es ist alles darin so verfahren, so verloren! Durch eine vorschnelle Heirat im 23. Jahre mit einer achtungswerten, aber mir ganz unangehörigen Frau bin ich ein fürs Leben Verfemter geworden. Wahrlich, ich lebte bis in mein 36. Jahr, ehe ich jener furchtbaren Öde ganz inne ward. Bis dahin erhielt sich mein Wesen durch das Gleichgewicht zweier in mir streitenden Elemente des Verlangens, von denen ich das eine durch meine Kunst zu stillen suchte, während ich dem anderen periodenweise durch brünstige, phantastische, sinnliche Ausschweifungen Luft machte!“

### Bruch der Ehe, letzte Jahre
Wenige Jahre später, Richard Wagner arbeitete an seinem Ring des Nibelungen und an Tristan und Isolde, kam es im Sommer 1858 zum endgültigen Bruch. Wegen der immer intensiver gewordenen Freundschaft mit Mathilde Wesendonck, die Wagner als seine Muse ansah, ließ Minna Wagner es zum Eklat kommen. In dessen Folge verließ Wagner Zürich und reiste nach Venedig, um sich dort niederzulassen und weiter am Tristan zu arbeiten, während Minna Wagner zu ihren Verwandten nach Dresden zog.

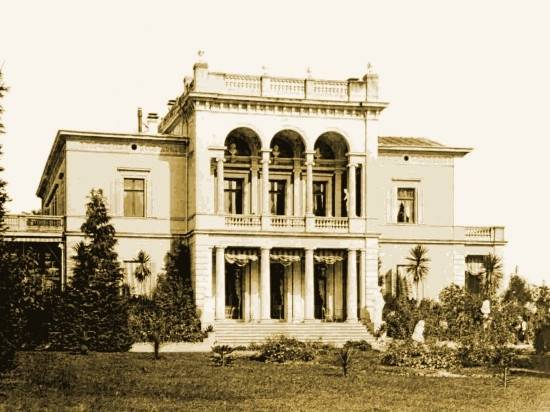
Villa Wesendonck in Zürich

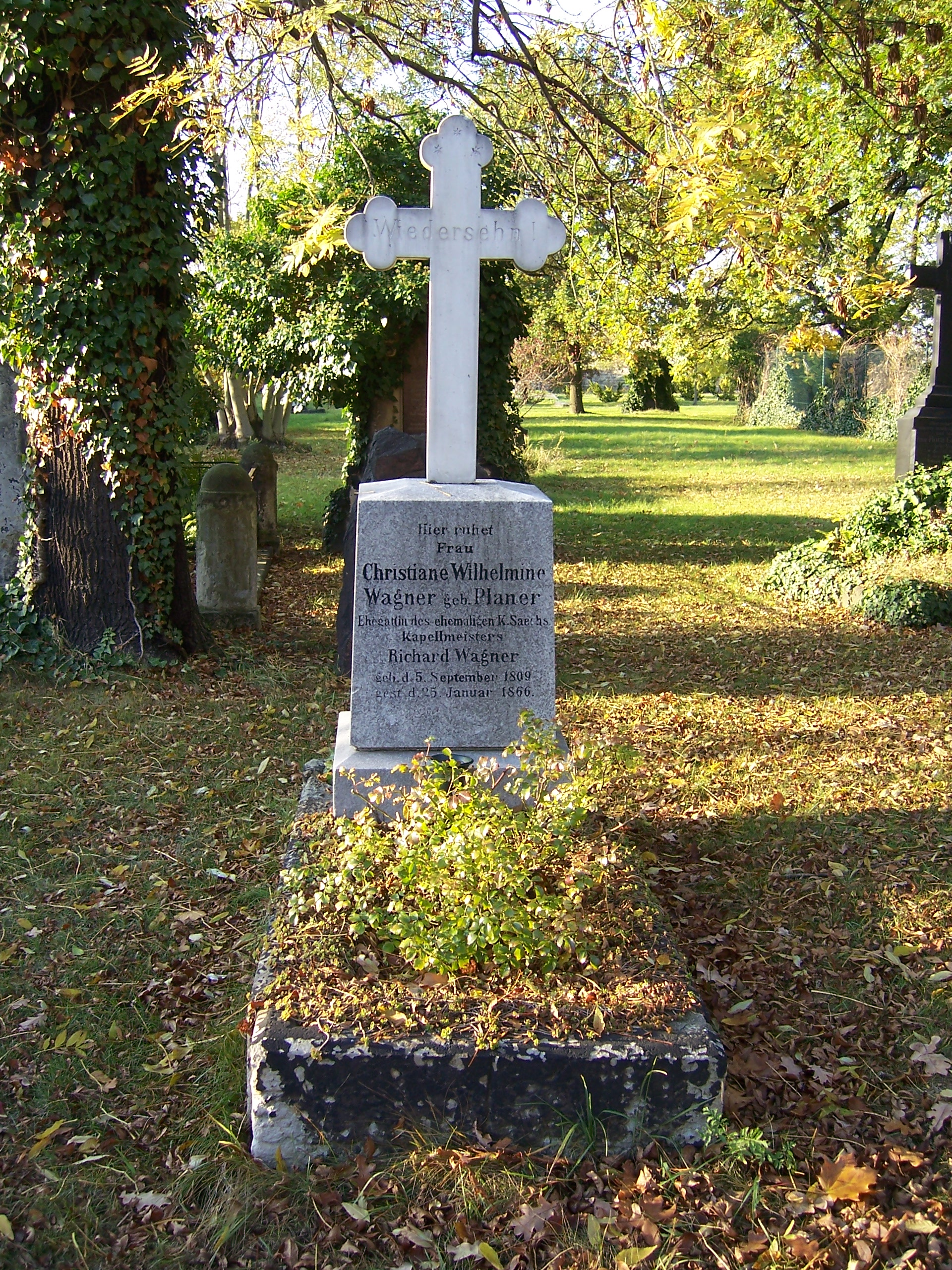
Grab von Minna Wagner auf dem Alten Annenfriedhof in Dresden

Als Wagner sich 1860 erneut in Paris niederließ, finanziert durch ein großzügiges Honorar Otto Wesendoncks, kam seine Frau nochmals zu ihm zurück. Gemeinsam erlebten sie den „Tannhäuser-Skandal“ in der Pariser Oper, eine von reaktionären Publikumskreisen durch Störung der Vorstellungen erzwungene Absetzung seiner Oper Tannhäuser. Ohne eine gemeinsame Zukunft trennten sie sich erneut. Die inzwischen herzkranke Minna Wagner reiste mehrfach zur Kur nach Bad Soden, später wieder nach Dresden. Im Februar 1862 kam es ein letztes Mal zu einer persönlichen Begegnung mit ihrem Gatten, als dieser in Wiesbaden-Biebrich an seinen Meistersingern arbeitete. Bereits nach zehn Tagen trennten sie sich jedoch wieder, die Aussichtslosigkeit erkennend, je wieder gütlich zusammen zu leben. 
Richard Wagner kam trotz seiner angespannten finanziellen Verhältnisse zeitlebens weiter für sie auf. Minna Wagner richtete ihm in Dresden „ein Stübchen“ ein, in der Hoffnung, dass sich noch einmal alles zum Guten wenden könne. Doch ihr Mann verliebte sich in Cosima von Bülow, mit der er bald in München und später, nach Minnas Tod, in Tribschen bei Luzern zusammen lebte. Nachdem er mit Hilfe von König Ludwig II. von Bayern zu einem kleinen Vermögen gekommen war, überwies er Minna Wagner einen größeren Geldbetrag, sodass sie ein bescheidenes Leben führen konnte. In einem ihrer letzten Briefe, den sie an ihren alten Freund Ernst Benedikt Kietz schrieb, resümierte sie:
„Mein Leben hier wäre schon ganz erträglich, wenn ich durch diesen Kummer, den mir Richard so gewissenlos zugefügt, meine Gesundheit nicht immer mehr verloren hätte. Meine Freunde sind mir alle treu geblieben, sind lieb und gut zu mir, was mir wie himmlischer Balsam in mein wundes Herz ist. Meinen guten vortrefflichen Mann sah ich seit beinahe zwei und ein halb Jahr nicht mehr. – Er ist glücklich, er braucht mich nicht mehr. Wäre er dann wieder in großes Unglück, würde er auch wieder zu mir zurückkehren. – Gott, weiß es, ob ich das erlebe und wann. Ob ich noch so gestimmt sein würde, einen Mann, der mich so tief unausgesetzt kränkte und dies aus übertriebener alberner Eitelkeit welche die erbärmlichen, liederlichen Frauenzimmer in ihm geweckt, wodurch er herzlos und bös gegen seine dumme, treue Lebensgefährtin geworden ist. Leider geht er als Künstler unter, denn seitdem er sich von mir getrennt, hat er auch nichts mehr geschaffen, sein ganzes Leben löst sich in abgeschmackte unwürdige äußerliche Erbärmlichkeiten auf. Wie schade, einen so reich von Gott begabten Mann, in seinen besten Jahren schon zu schaffen aufzuhören sehen, da er doch die Welt noch mit vielen herrlichen Werken zu beglücken vermochte, der die schönsten Werke bei einem vernünftigen geregelten Leben, so zu sagen aus den Ärmeln schüttelte. Diese schönen Zeiten kommen wohl eben so wenig, als die jungen Jahre wieder.“
Minna Wagner starb am 25. Januar 1866 an den Folgen ihrer langen Herzkrankheit. Ihr Grab befindet sich auf dem Alten Annenfriedhof in Dresden, Gräberfeld L, wenige Meter entfernt von dem Grab der befreundeten Künstlerfamilie Julius, Ludwig und Malvina Schnorr von Carolsfeld.

## Wirkung
Minna Wagner galt als charmant und eher „häuslich“. In der ersten Lebensphase Richard Wagners war sie sein Halt, weniger im Künstlerischen, sondern mehr in Alltagsangelegenheiten. Der Briefwechsel (über 100 Briefe) Minna Wagners wurde später von ihrer Tochter Natalie (später Bilz-Planer) in der Briefe-Sammlung „Mary Burrell“, einer englischen Wagner-Verehrerin, veröffentlicht. Sie sind für die Wagner-Forschung von großer Wichtigkeit, weil sie auch Informationen über die Entstehung der Werke Wagners, z. B. Der Ring des Nibelungen, geben.